# De övergivnas armé
De övergivnas armé är en reportagebok från 1997, skriven av Didi Örnstedt och Björn Sjöstedt som försöker förklara rollspelshobbyn som fenomen, och samtidigt varna för både rollspelen som sådana, själva hobbyn och den svenska rollspelsrörelsen. Särskild tonvikt läggs på det svenska skräckspelet Kult från 1991. Boktiteln syftar på barn som fick otillräcklig uppmärksamhet av sina föräldrar och eventuellt kunde riskera att dras in i en tänkt totalitär rörelse av rollspelen. 
"En förändrad inställning till moralbegrepp och samhällssyn skulle kunna leda till att rollspelshobbyn plötsligt byter skepnad och förvandlas till en militant, politisk rörelse."
Författarna kritiserar bland annat innehållet i rollspelen och menar att
underlaget i spelvärldarna inte sällan var/är hämtat ur militärhistoria, sekteristiska rörelser, drogkunskap och ren fantasy, och att detta är problematiskt.  Boken innehåller många sakfel, och boken uppfattas ibland som konspirationsteoretisk då författarna bland annat ger intryck av att flertalet rollspel hade nazistiska undertoner och inspirerade sådana tendenser hos de utövande. Författarna spred också till media villfarelsen att flera uppmärksammade våldsbrott kunde härledas direkt till rollspelen. Inklusive så farliga brott, eller brottsförberedelser, att de var hemligstämplade.

## Bokens mottagande
Svenska rollspelare reagerade kraftigt mot De övergivnas armé. Många betraktade boken som ett utslag av moralpanik. 
Boken var den första i Sverige som piratkopierades och fildelades redan när den kom ut. Svenska Förläggareföreningen lyckades efter en tid få den nedtagen från Geocities.
Debatten kring De övergivnas armé skildras i kapitlet "Moralpaniken" i den rollspelshistoriska boken Finna Dolda Ting från 2015.